# Li Zhuhao
Li Zhuhao (李朱濠S; Wenzhou, 9 gennaio 1999) è un nuotatore cinese specializzato nello stile farfalla.

## Palmarès
- Mondiali

Budapest 2017: bronzo nella 4x100m misti mista.
- Mondiali in vasca corta

Hangzhou 2018: bronzo nei 100m farfalla e nei 200m farfalla.
- Giochi asiatici

Incheon 2014: oro nella 4x100m misti e argento nei 100m farfalla.
Giacarta 2018: oro nella 4x100m misti, argento nei 100m farfalla e bronzo nei 200m farfalla.
- Campionati asiatici

Tokyo 2016: oro nei 100m farfalla e nella 4x100m misti, argento nei 50m farfalla.
- Olimpiadi giovanili

Nanchino 2014: oro nei 100m farfalla e nella 4x100m misti mista.